# Sericostoma carinthiacum
Sericostoma carinthiacum är en nattsländeart som beskrevs av Mclachlan 1868. Sericostoma carinthiacum ingår i släktet Sericostoma och familjen krumrörsnattsländor. Inga underarter finns listade i Catalogue of Life.